# Titan (mitologija)
Titáni so v grški mitologiji sinovi in hčere Urana in Gaje. Uran, bog vesolja, in Gaja, boginja zemlje, sta imela 12 otrok, imenovanih titani, ki so postali prvi bogovi in boginje: 
- šest sinov - Okean, Kojos, Krios, Hiperion, Japet in Kronos ter
- šest hčera - Tetija, Teja, Temida, Mnemozina, Fojba in Rea (titanide).

Najpomembnejši je Kronos, ki je ranil svojega očeta. Gaja je sina Kronosa angažirala, da je kastriral svojega očeta Urana. Iz krvi so se rodile pošasti, iz sperme pa Afrodita. 